# Rabén & Sjögren
Rabén & Sjögren är ett bokförlag i Stockholm i Sverige som grundades 1942 av Hans Rabén och Carl-Olof Sjögren. Förlaget köptes 1948 av Kooperativa Förbundet och fusionerades 1958 med KF:s förlag. Förlaget specialiserar sig på att ge ut barn- och ungdomslitteratur. 1997 köpte KF Norstedts, då bildades Norstedts Förlagsgrupp där Rabén & Sjögren ingår idag.

## Författare
Rabén & Sjögren ger bland annat ut böcker av Astrid Lindgren. Förlagets samarbete med Lindgren började när de gav ut hennes debutbok Britt-Mari lättar sitt hjärta, som kommit tvåa i en av förlaget utlyst tävling i böcker för flickor 1944. Astrid Lindgren arbetade även själv som redaktör på förlaget mellan 1947 och 1970.
Andra författare som getts ut av förlaget är Anders Jacobsson och Sören Olsson, Viveca Lärn, Enid Blyton, Gunilla Bergström, Ove Allansson, Svante Foerster, Hans O. Granlid, Birger Norman, Inger Edelfeldt, Inger och Lasse Sandberg, Mårten Sandén, Paul-Jacques Bonzon, Jostein Gaarder, Lennart Hellsing, Niklas Krog, Barbro Lindgren, Lena Stiessel och Per Nilsson.